# Crise da abdicação de Eduardo VIII
A crise da abdicação, ocorrida em 1936, foi uma crise constitucional no Império Britânico provocada pela proposta do rei Eduardo VIII de se casar com Wallis Simpson, uma americana divorciada do primeiro marido e em processo de divórcio do segundo.
O casamento tinha a oposição dos governos do Reino Unido e dos territórios autônomos da Commonwealth. Objeções religiosas, jurídicas, políticas e morais foram levantadas. Como monarca britânico, Eduardo era o chefe nominal da Igreja da Inglaterra, que não permitia que pessoas divorciadas se casassem novamente se seus ex-cônjuges ainda estivessem vivos; por isso, acreditava-se que Eduardo não poderia casar-se com Wallis Simpson e permanecer no trono. Simpson era considerada política e socialmente inadequada como consorte devido aos seus dois casamentos fracassados. O Establishment entendia que ela era movida pelo amor ao dinheiro ou à posição e não por amor ao rei. Apesar da oposição, Eduardo declarou que amava Wallis e que pretendia casar-se com ela, com ou sem a aprovação governamental.
A má vontade generalizada em aceitar Simpson como consorte do rei e a recusa deste em desistir da amante levaram à sua abdicação em dezembro de 1936, sendo Eduardo VIII o único monarca britânico a ter renunciado voluntariamente ao trono desde o período anglo-saxão. Ele foi sucedido por seu irmão Alberto, que tomou o título de Jorge VI. Após a abdicação, Eduardo recebeu o título de "Sua Alteza Real o Duque de Windsor" e casou-se com Wallis no ano seguinte. Eles permaneceram casados até a morte do duque, 35 anos depois.

## Eduardo e Wallis Simpson

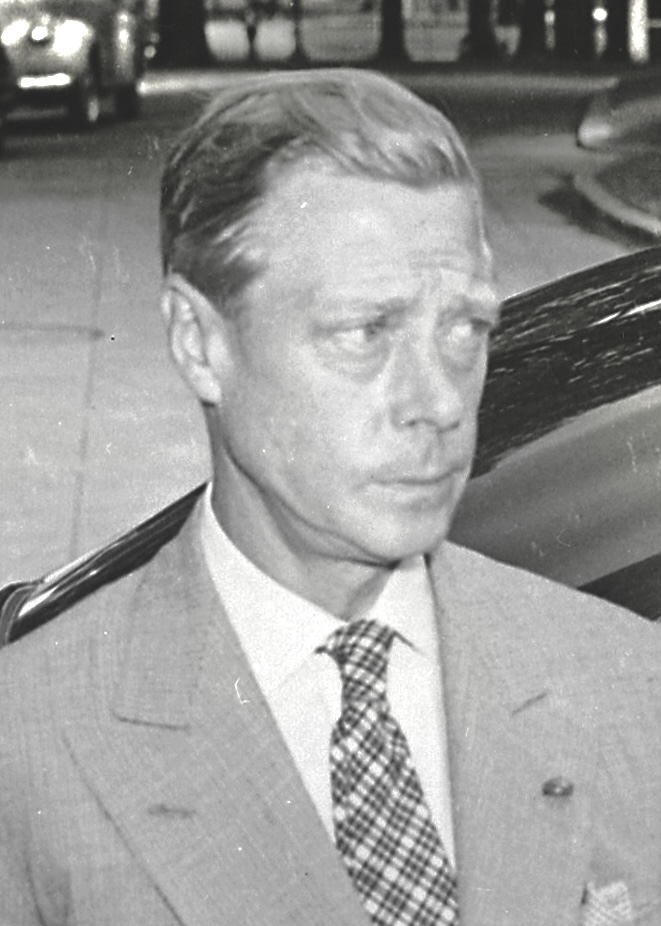
Eduardo em 1945.

Eduardo VIII sucedeu ao pai, Jorge V, como rei do Reino Unido e imperador do Império Britânico, em 20 de janeiro de 1936. Ele era solteiro, mas já havia sido visto diversas vezes em anos anteriores participando de eventos sociais privados acompanhado por Wallis Simpson, a esposa americana do executivo britânico de transportes marítimos Ernest Aldrich Simpson. O primeiro marido de Wallis foi Win Spencer, um piloto da Marinha dos Estados Unidos, de quem se divorciou em 1927. Durante o ano de 1936, ela participou de vários eventos oficiais como convidada do rei, mas o nome de seu marido era sempre omitido na Circular da Corte. No verão daquele ano, o rei evitou a tradicional e prolongada estadia em Balmoral para passar as férias com Wallis no mediterrâneo oriental a bordo do iate Nahlin. O cruzeiro foi amplamente coberto pela imprensa americana e européia continental, mas a imprensa britânica manteve um silêncio auto-imposto sobre a viagem do rei. No entanto, os canadenses e britânicos que viviam no exterior e que tiveram acesso aos relatórios estrangeiros ficaram grandemente escandalizados com a cobertura.
Em outubro, surgiram rumores na alta sociedade e no exterior de que Eduardo pretendia casar-se com Wallis, logo que ela estivesse livre para fazê-lo. No final do mesmo mês, a crise veio à tona quando ela pediu o divórcio e a imprensa americana anunciou que o casamento entre ela e o rei era iminente. Em 13 de novembro, o secretário particular do rei, Alec Hardinge, escreveu-lhe avisando que: "o silêncio na imprensa britânica sobre a amizade de Vossa Majestade com a Sra. Simpson não vai ser mantido (...) a julgar pelas cartas de súditos britânicos que vivem em países estrangeiros, onde a imprensa foi franca, o efeito será desastroso". Os membros do ministério sabiam que Hardinge havia escrito ao rei e podem mesmo tê-lo ajudado a redigir a carta.
Na segunda-feira seguinte, 16 de novembro, o rei convidou o primeiro-ministro britânico, Stanley Baldwin, ao Palácio de Buckingham e informou-o que pretendia casar-se com Wallis. Baldwin respondeu que tal casamento não seria aceito pelo povo, dizendo: "... a rainha torna-se rainha do país. Portanto, na escolha de uma rainha a voz do povo deve ser ouvida". A visão de Baldwin era compartilhada pelo Alto Comissário australiano em Londres (ex-primeiro-ministro daquele país), Stanley Bruce. No mesmo dia em que a Hardinge escreveu ao rei, Bruce encontrou-se com ele e escreveu a Baldwin expressando horror à ideia de um casamento entre o rei e Wallis Simpson. O Governador-geral do Canadá, lord Tweedsmuir, disse ao Palácio de Buckingham e a Baldwin que os canadenses nutriam profundo afeto pelo rei, mas que a opinião pública canadense também ficaria indignada se Eduardo se casasse com uma mulher divorciada.
A imprensa britânica permaneceu em silêncio sobre o assunto, até que Alfred Blunt, bispo de Bradford, fez um discurso para sua Conferência Diocesana de 1 de dezembro. Nela, ele mencionou a necessidade de uma graça divina ao rei, dizendo: "Esperamos que ele esteja ciente dessa necessidade. Alguns de nós desejam que ele dê sinais mais positivos dessa percepção". A imprensa entendeu esse discurso como a primeira declaração pública de uma personalidade de destaque sobre a crise e colocou-a como notícia de primeira página no dia seguinte. Quando perguntado mais tarde sobre isso, no entanto, o bispo alegou que não havia ouvido falar da Sra. Simpson na época em que escreveu o discurso.
Em 3 de dezembro, após recomendação da equipe de Eduardo, Wallis deixou a Grã-Bretanha e foi para o sul da França, numa tentativa de escapar do assédio da imprensa. Tanto ela quanto o rei ficaram devastados com a separação. Numa despedida cheia de lágrimas, o rei lhe disse: "Eu nunca vou desistir de você".

## Oposição
A oposição ao rei e ao seu casamento veio de várias direções:

### Social
O desejo de Eduardo de modernizar a monarquia e torná-la mais acessível, embora apreciado por muitas pessoas, era temido pelo establishment britânico. Eduardo incomodava a aristocracia ao tratar suas tradições e cerimônias com desdém e muitos se sentiam ofendidos com sua rejeição às normas e costumes sociais.

### Religiosa
Eduardo foi o primeiro monarca britânico a propor casamento a uma mulher divorciada. Apesar de Henrique VIII ter separado a Igreja da Inglaterra de Roma a fim de conseguir a anulação de seu primeiro casamento, ele nunca se divorciou, pois seus casamentos foram anulados. Na época, a Igreja da Inglaterra não permitia que pessoas divorciadas se casassem novamente no religioso enquanto o ex-cônjuge estivesse vivo. O monarca foi obrigado a entrar em comunhão com a Igreja e foi seu chefe nominal. Se Eduardo se casasse com Wallis Simpson, uma mulher divorciada com dois ex-maridos vivos, entraria em conflito com seu papel ex officio como Governador Supremo da Igreja da Inglaterra.

### Legal
O primeiro divórcio de Wallis (nos Estados Unidos, em razão de "incompatibilidade emocional") não foi reconhecido pela Igreja da Inglaterra e, se fosse contestado nos tribunais ingleses, poderia não ter sido reconhecido pelo direito inglês pois, naquela época, a igreja e a lei inglesa consideravam o adultério como único motivo para o divórcio. Consequentemente, sob esse argumento, seu segundo (e terceiro) casamento teria sido considerado bígamo e inválido.

### Moral
Os ministros do rei (assim como sua família) consideravam os antecedentes e o comportamento de Wallis Simpson inaceitáveis para uma rainha. Boatos e insinuações sobre ela circulavam na sociedade. À mãe do rei, a rainha-viúva Maria, foi dito que Wallis poderia ter algum tipo de controle sexual sobre Eduardo, visto que ela o havia "curado" de uma indefinida disfunção sexual através de práticas aprendidas em um bordel chinês. Este ponto de vista era parcialmente partilhado pelo dr. Alan Campbell Don, capelão do arcebispo da Cantuária, que suspeitava que o rei fosse "sexualmente anormal, visto o controle que a Sra. S. tem sobre ele." Até Mesmo Philip Ziegler, biógrafo oficial de Eduardo VIII, observou que: "Deve ter havido algum tipo de relação sadomasoquista (...) [Eduardo] apreciava o desprezo e a intimidação com que era agraciado".
Os detetives da polícia que seguiam Wallis reportaram que, embora envolvida com Eduardo, ela também mantinha outro relacionamento sexual, com um mecânico e vendedor casado chamado Guy Trundle, referido como funcionário da Ford Motor Company. Tal informação, só revelada ao público em 2003, pode muito bem ter sido repassada a figuras importantes do establishment, incluindo membros da família real. Um terceiro amante também foi sugerido: Edward FitzGerald, duque de Leinster. O embaixador americano Joseph P. Kennedy descreveu-a como uma "rameira" e sua esposa, Rose, recusou-se a jantar com ela. Eduardo, no entanto, não tinha consciência dessas alegações, ou optou por ignorá-las.
Wallis transmitia às pessoas a impressão de que perseguia Eduardo por seu dinheiro. O camarista do rei chegou a escrever que ela acabaria por deixá-lo depois de "ter garantido o dinheiro". O futuro primeiro-ministro Neville Chamberlain escreveu em seu diário que ela era "uma mulher completamente sem escrúpulos que não está apaixonada pelo rei, mas explorando-o para seus próprios propósitos. Ela já o arruinou em dinheiro e joias...".

### Política

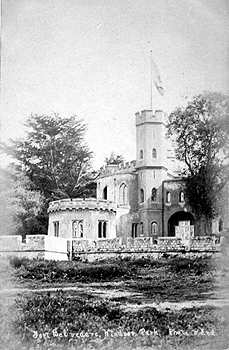
Fort Belvedere, em Surrey, residência de Eduardo no Windsor Great Park.

Quando Eduardo visitou as "deprimidas" aldeias mineiras do País de Gales, seu comentário de que "algo deve ser feito" causou a preocupação de que ele viesse a interferir em assuntos políticos, algo tradicionalmente evitado por monarcas constitucionais. Ramsay MacDonald, Lorde Presidente do Conselho, escreveu sobre o comentário do rei: "Estas escapadelas devem ser limitadas. Elas são uma invasão do campo da política e devem ser vigiadas constitucionalmente". Como príncipe de Gales, Eduardo referiu-se publicamente aos políticos de esquerda como "excêntricos" e fez discursos contra a política do governo. Durante seu reinado, a recusa em aceitar o conselho dos ministros continuou: ele opôs-se à imposição de sanções contra a Itália após a invasão da Etiópia (então conhecida como "Abissínia"), recusou-se a receber o Imperador deposto da Etiópia e não apoiou a Liga das Nações.
Embora os comentários de Eduardo tivessem aumentado sua popularidade no País de Gales, ele tornou-se extremamente impopular entre o povo escocês, devido a sua recusa em inaugurar uma nova ala no Aberdeen Royal Infirmary, alegando que não poderia fazê-lo por estar de luto por seu pai. Entretanto, um dia após a inauguração, ele foi retratado pelos jornais desfrutando alegremente o feriado: ele havia recusado o evento público para encontrar-se com Wallis.
Os membros do governo britânico ficaram ainda mais consternados com a proposta de casamento depois de saberem que Wallis Simpson era uma agente da Alemanha Nazista. O Foreign Office interceptou despachos do embaixador do reich alemão no Reino Unido, Joachim von Ribbentrop, que revelavam sua forte convicção de que a oposição ao casamento era motivada pelo desejo de "derrotar as forças germanófilas que trabalharam com a Sra. Simpson". Havia rumores de que Wallis tinha acesso a documentos confidenciais do governo enviados a Eduardo, os quais ele notoriamente mantinha sem qualquer proteção em sua residência no Fort Belvedere. Enquanto o rei abdicava, os agentes encarregados da proteção pessoal de Wallis em seu exílio na França enviaram relatórios a Downing Street, sugerindo que ela poderia "voar para a Alemanha".
Arquivos do FBI, escritos após a abdicação, revelam uma série de afirmações sobre Wallis Simpson. A mais prejudicial alega que em 1936, durante seu caso com o rei Eduardo, ela também manteve um relacionamento com o embaixador Ribbentrop. A fonte do FBI (o duque Carlos Alexandre de Württemberg, um parente distante da rainha Maria, então vivendo como monge beneditino nos Estados Unidos) afirmou que Simpson e Ribbentrop tiveram um relacionamento e que o embaixador enviava a ela 17 cravos todos os dias, um para cada ocasião em qua haviam dormido juntos. As afirmações do FBI eram sintomáticas dos rumores extremamente danosos que circularam sobre a mulher que Eduardo queria transformar em rainha.

### Nacionalista
As relações entre o Reino Unido e os Estados Unidos eram tensas durante os anos entreguerras e a maioria dos britânicos estava relutante em aceitar uma americana como rainha consorte. Na época, alguns membros da classe alta britânica olhavam os americanos com desdém e os consideravam socialmente inferiores. Em contraste, o público americano foi claramente favorável ao casamento, assim como a maior parte da imprensa americana.

## Opções consideradas

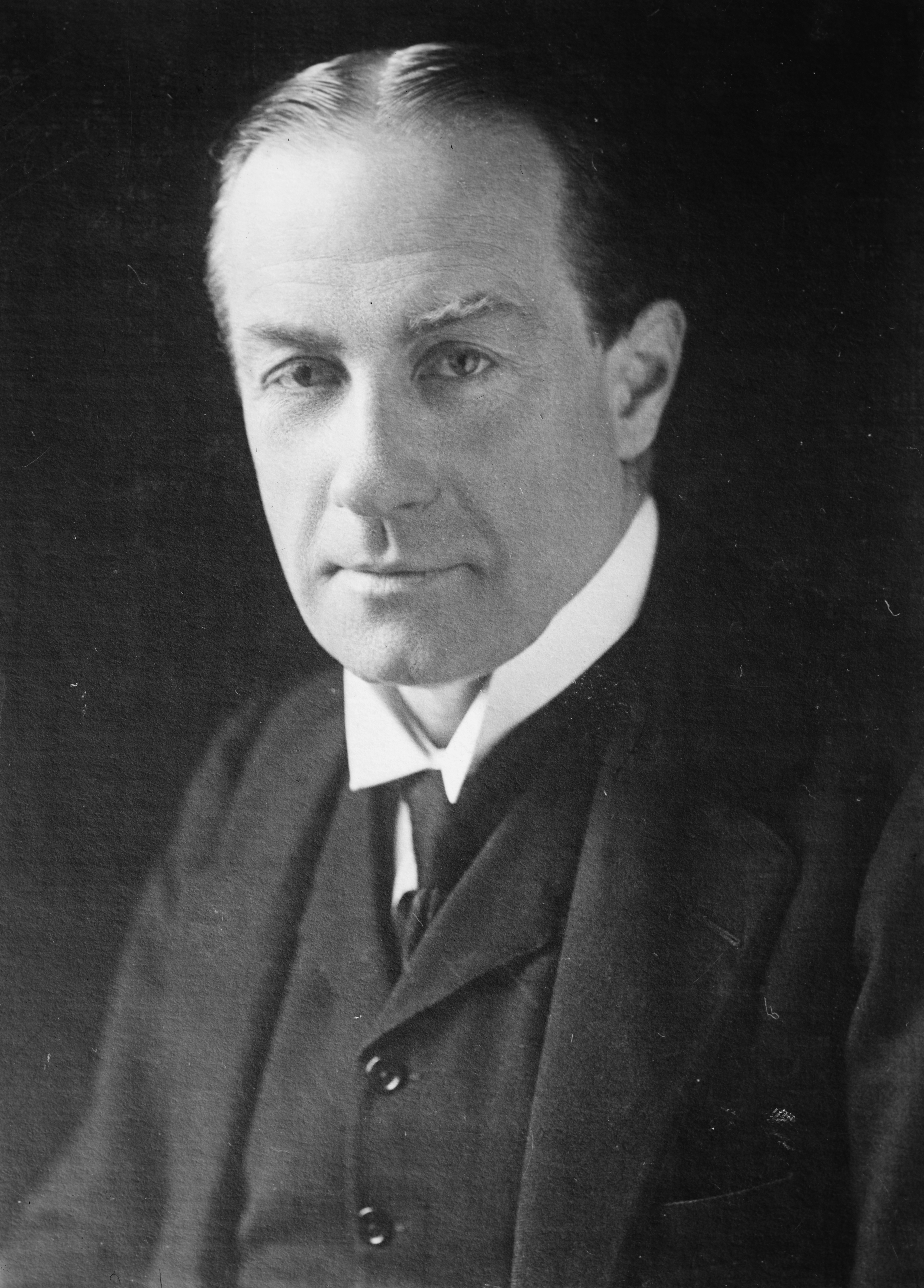
Stanley Baldwin.

Como resultado desses rumores e argumentos, reforçou-se a crença entre o establishment britânico de que Wallis não poderia tornar-se uma consorte real. O primeiro-ministro canadense William Lyon Mackenzie King aconselhou Eduardo a fazer "o que acreditava em seu próprio coração que estava certo", mas o governo do Canadá apelou ao rei para que colocasse seus deveres à frente de seus sentimentos por Wallis. O primeiro-ministro britânico Stanley Baldwin advertiu explicitamente Eduardo de que o povo se oporia ao seu casamento com a Sra. Simpson, indicando que, se o fizesse, em direta violação ao conselho de seus ministros, o governo pediria demissão em massa. O rei respondeu, de acordo com seu próprio relato, que "Tenho a intenção de me casar com a Sra. Simpson, logo que ela esteja livre para casar (...) se o Governo se opuser ao casamento, como o primeiro-ministro deu-me razões para acreditar que seria, então estarei preparado para ir". Sob pressão do rei e "assustado" com a possibilidade de uma abdicação, Baldwin concordou em fazer sondagens adicionais e sugerir três opções aos primeiros-ministros dos cinco domínios onde Eduardo também reinava: Canadá, Austrália, Nova Zelândia, África do Sul e Estado Livre Irlandês. As opções eram:
1- Eduardo e Wallis se casariam e ela se tornaria rainha (um casamento real);
2- Eduardo e Wallis se casariam, mas ela não se tornaria rainha, recebendo apenas algum título de cortesia (um casamento morganático), ou
3- Eduardo abdicaria, renunciando aos seus direitos por si e por seus possíveis descendentes, o que lhe permitiria tomar decisões matrimoniais sem maiores implicações constitucionais.
A segunda opção tinha precedentes europeus, incluindo o próprio bisavô de Eduardo (o duque Alexandre de Württemberg), mas nenhum paralelo na história constitucional inglesa. Os primeiros-ministros da Commonwealth foram consultados e a maioria deles concordou que não havia outra opção além da alternativa 3. Mackenzie King (primeiro-ministro do Canadá), Joseph Lyons (primeiro-ministro da Austrália) e J.B.M. Hertzog (primeiro-ministro da África do Sul) se opuseram às opções 1 e 2. Michael Joseph Savage (primeiro-ministro da Nova Zelândia) rejeitou a opção 1, mas ponderou que a opção 2 "poderia ser possível (...) se uma solução nesse sentido fosse considerada viável", mas "seguiria a decisão do governo local". Éamon de Valera (primeiro-ministro do Estado Livre Irlandês) afirmou ser indiferente, ressaltando apenas que, como um país católico romano, o Estado Livre da Irlanda não reconhecia o divórcio. Ele acreditava que, uma vez que o povo britânico não aceitaria Wallis Simpson, a abdicação era a única solução possível. Em 24 de novembro, Baldwin consultou os três líderes políticos da oposição na Grã-Bretanha: o líder da Oposição Clement Attlee, o líder do Partido Liberal sir Archibald Sinclair e Winston Churchill. Sinclair e Attlee concordaram que as opções 1 e 2 eram inaceitáveis e Churchill comprometeu-se em apoiar o governo.
Churchill, no entanto, não apoiou o governo. Em julho, ele havia prevenido o assessor legal do rei, Walter Monckton, contra o divórcio, mas seu conselho foi ignorado. Assim que o caso chegou ao conhecimento público, Churchill passou a pressionar Baldwin e o rei para adiar qualquer decisão até que o parlamento e o povo fossem consultados. Em uma carta particular a Geoffrey Dawson, editor do jornal The Times, Churchill sugeriu que um atraso seria benéfico porque, com o tempo, o rei poderia deixar de amar Wallis Simpson. Baldwin indeferiu o pedido de adiamento, presumivelmente porque ele preferiu resolver a crise rapidamente. Partidários do rei alegaram uma conspiração entre Baldwin, Geoffrey Dawson e Cosmo Gordon Lang, o arcebispo da Cantuária. Bertrand Dawson, o médico real, foi possivelmente envolvido num plano para forçar o primeiro-ministro a se aposentar por motivos de doença cardíaca, mas acabou por aceitar, ante a evidência de um eletrocardiograma prévio, que o coração de Baldwin era sadio.
O apoio político do rei estava disperso e não contava com membros dos partidos majoritários, mas com nomes como o do conservador Churchill e do fascista Oswald Mosley, além dos comunistas. O liberal David Lloyd George também apoiou o rei, embora não gostasse de Wallis Simpson e estivesse incapacitado de assumir qualquer papel ativo na crise por estar em férias com sua amante na Jamaica. No início de dezembro, circularam rumores de que os partidários de Eduardo uniram-se num "Partido do Rei", liderado por Churchill. No entanto, não houve nenhum esforço para formar um movimento organizado e Churchill não tinha intenção de liderar um, mas os rumores prejudicaram severamente o monarca e político, uma vez que os membros do parlamento ficaram horrorizados com a ideia do rei interferir na política.
Cartas e diários de pessoas da classe trabalhadora e de ex-combatentes geralmente demonstravam apoio ao rei, enquanto que a tendência das classes média e alta era de expressar indignação e desagrado. The Times, The Morning Post, Daily Herald e os jornais de propriedade de lord Kemsley, como o Daily Telegraph, posicionaram-se contra o casamento. Por outro lado, o Daily Express e o Daily Mail, de propriedade de lord Beaverbrook e lord Rothermere, respectivamente, pareciam apoiar um casamento morganático. O rei estimava que os jornais favoráveis a ele tiveram uma circulação de 12,5 milhões de exemplares enquanto os contrários tiveram uma tiragem de 8,5 milhões.
Apoiado por Churchill e Beaverbrook, Eduardo sugeriu fazer um pronunciamento para ressaltar seu desejo de permanecer no trono ou para lembrar que foi forçado a abdicar por pretender casar-se morganaticamente com Wallis. Numa reunião, Eduardo propôs-se a dizer:
"Nem a Sra. Simpson nem eu insistimos em que ela deveria ser rainha. Tudo o que desejávamos era que a nossa felicidade conjugal levasse consigo um título e uma dignidade apropriados para ela, condizentes com minha esposa. Agora que, finalmente, tenho sua confiança, sinto que é melhor afastar-me por um tempo, para que vocês possam refletir com calma e tranquilidade, mas sem demora, sobre o que eu disse."
Baldwin vetou o discurso, dizendo que iria chocar muitas pessoas e que seria uma grave violação de princípios constitucionais. Por convenção moderna, o soberano só poderia agir com a assessoria e o aconselhamento dos ministros ou com a aprovação do parlamento. Na busca de apoio do povo contra o governo, Eduardo optou por se opor ao parecer de seus ministros e agir sozinho. Os ministros britânicos sentiram que, ao propor o discurso, Eduardo revelou uma atitude desdenhosa para com as convenções constitucionais e ameaçou a neutralidade política da Coroa.
Em 5 de dezembro, após ter sido informado de que não poderia manter o trono e casar-se com Wallis Simpson e de ter seu pedido de transmissão ao império para explicar "o seu lado da história" vetado por motivos constitucionais, Eduardo escolheu a terceira opção.

## Manobras legais
Após a audiência de divórcio de Wallis Simpson, em 27 de outubro de 1936, seu advogado, John Theodore Goddard, temeu a possibilidade de uma intervenção "patriótica" de cidadãos (um dispositivo legal para obstruir o divórcio), pois tal seria bem-sucedida. Os tribunais não poderiam conceder o divórcio consensual (a dissolução do casamento consentido por ambas as partes), por isso o caso foi apresentado como um divórcio litigioso à revelia contra Ernest Aldrich Simpson, tendo Wallis Simpson como a parte autora. A ação de divórcio teria fracassado se uma "intervenção de cidadãos" demonstrasse que os Simpsons haviam agido em conluio, por exemplo, encenando ou sendo coniventes com o adultério de Ernest Simpson somente para que Wallis pudesse se casar com outra pessoa. Na segunda-feira, 7 dezembro de 1936, o rei soube que Goddard planejava voar para o sul da França para ver Wallis Simpson. O rei chamou-o e proibiu-o expressamente de fazer a viagem, temendo que sua visita pudesse colocar dúvidas na mente da amante. Goddard foi direto para Downing Street para reunir-se com Baldwin, que forneceu um avião para levar o advogado diretamente para Cannes.
Após a sua chegada, Goddard advertiu sua cliente de que, se houvesse uma "intervenção de cidadãos", o caso estaria comprometido. Segundo o advogado, era seu dever aconselhá-la a retirar o pedido de divórcio. Wallis recusou e ambos telefonaram para Eduardo para informá-lo que ela estava disposta a deixá-lo para que ele pudesse permanecer como rei. Entretanto, era tarde demais, pois o monarca já estava decidido a sair, mesmo que não pudesse se casar com ela. Na verdade, como ganhava força a crença de que a abdicação era inevitável, Goddard afirmou que: "[Sua] cliente estava disposta a fazer qualquer coisa para aliviar a situação, mas o outro lado do wicket [Eduardo VIII] estava decidido".
Goddard tinha um coração fraco e nunca havia viajado de avião, por isso pediu ao seu médico, William Kirkwood, para acompanhá-lo. Como Kirkwood era residente numa maternidade, sua presença deu origem a falsas especulações de que Wallis estava grávida e mesmo que havia tido um aborto. A imprensa noticiou entusiasticamente que o advogado havia ido visitar Wallis acompanhado por um ginecologista e um anestesista (que na verdade era um funcionário de Goddard).

## Abdicação

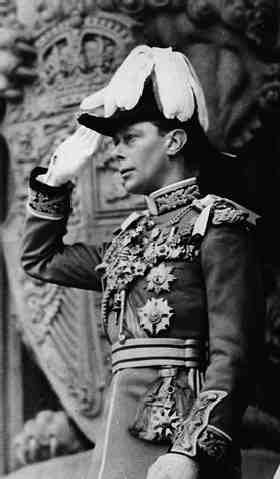
Jorge VI, ex-Duque de Iorque, em Ottawa.

Em 10 de dezembro, em Fort Belvedere, Eduardo VIII redigiu o "Instrumento de Abdicação" na presença de seus três irmãos mais novos: o príncipe Alberto, duque de Iorque (que sucedeu Eduardo como Jorge VI), príncipe Henrique, Duque de Gloucester e o príncipe Jorge, Duque de Kent. No dia seguinte, foi dada forma jurídica ao documento, através de uma lei especial do parlamento (a Lei da Declaração de Abdicação de Sua Majestade de 1936). Conforme as alterações introduzidas em 1931 pelo Estatuto de Westminster, a coroa única para todo o império fora substituída por múltiplas coroas (uma para cada Domínio), usadas por um único monarca numa organização então conhecida como British Commonwealth. Assim, a abdicação de Eduardo requeria o consentimento de cada estado da comunidade de nações, que foram devidamente entregues pelo parlamento da Austrália (em sessão à época) e pelos governos dos outros domínios, cujos parlamentos encontravam-se em recesso. A abdicação foi reconhecida pelo Estado Livre da Irlanda no dia seguinte, com a aprovação da Lei de Relações Externas. Por fim, a África do Sul também reconheceu a abdicação, declarando que seus efeitos legais vigoravam desde 10 de dezembro. O consentimento real de Eduardo a esses atos - e não seu "Instrumento de Abdicação" - deu efeito legal à renúncia. Como Eduardo VIII não havia sido coroado, a data planejada inicialmente para a cerimônia foi usada para a coroação de seu irmão Alberto, que assumiu o título de Jorge VI.
Partidários de Eduardo sentiram que ele havia sido "acuado no trono pelo astuto trapaceiro  Baldwin", mas muitos membros do establishment ficaram aliviados com sua saída. Mackenzie King escreveu em seu diário, em 8 de dezembro de 1936, que sentia que, para Eduardo, "qualquer senso de certo ou errado foi amplamente suprimido pelo estilo de vida que ele levou por anos e pelo tipo de amigos de quem ele se cercou", e, mais tarde, ao receber a notícia da decisão pela abdicação, escreveu "se é esse o tipo de homem que ele é, melhor que não permaneça por mais tempo no trono".
No dia em que seu reinado terminou oficialmente, em 11 dezembro de 1936, Eduardo fez um pronunciamento pela rádio BBC a partir do Castelo de Windsor. Já como ex-rei, ele foi apresentado por sir John Reith como "Sua Alteza Real o Príncipe Eduardo". O discurso oficial havia sido revisado e editado num tom moderado por Churchill, falando sobre a incapacidade de Eduardo fazer o seu trabalho "como eu desejava" sem o apoio da "mulher que amo". No dia seguinte ao pronunciamento, ele deixou a Grã-Bretanha rumo à Áustria.

## Duque e Duquesa de Windsor
Jorge VI concedeu ao irmão mais velho, o título de duque de Windsor, com tratamento de Alteza Real, em 12 de dezembro de 1936. Em 3 de maio do ano seguinte, o divórcio dos Simpsons finalmente se concretizou. O caso foi tratado de forma sigilosa e teve pequeno destaque nos jornais. The Times chegou a anunciar o divórcio com uma nota de uma única frase, imediatamente após a nota que anunciava a partida do duque da Áustria. Quando Eduardo e Wallis se casaram, na França, em 3 de junho de 1937, ela tornou-se duquesa de Windsor, mas, para desgosto do ex-rei, seu irmão emitiu cartas-patente uma semana antes, negando-lhe o tratamento de Alteza Real.
O duque de Windsor viveu retirado na França a maior parte do resto de sua vida. Seu irmão concedeu-lhe uma dotação livre de impostos, que o duque complementava escrevendo suas memórias e com o comércio ilegal de divisas. Ele também lucrou com a venda do Castelo de Balmoral e de Sandringham House a Jorge VI. Ambas as propriedades eram patrimônio particular do duque, fruto da herança de seu pai, não constituindo bens da Coroa.
Durante a Segunda Guerra Mundial, Eduardo serviu como governador das Bahamas, onde foi atormentado por boatos e acusações de ser pró-nazista. Ele teria dito a um conhecido: "Depois que a guerra acabar e Hitler esmagar os americanos (...) vamos assumir (...) Eles [a Commonwealth] não me querem como seu rei, mas em breve estarei de volta como seu líder". Ele também disse a um jornalista que "seria algo trágico para o mundo se Hitler fosse deposto". Comentários como esses reforçam a crença de que o duque e a duquesa nutriam simpatias nazistas e que os efeitos da crise da abdicação de 1936 teriam a finalidade de afastar do trono um homem com visões políticas radicais. O duque explicou seus pontos de vista ao New York Daily News, em 13 de dezembro de 1966: "(...) era do interesse da Grã-Bretanha e da Europa também, que a Alemanha fosse encorajada a atacar o Leste e esmagar o comunismo para sempre (...) Pensei que o resto de nós poderia manter-se neutro, enquanto os nazistas e os vermelhos batiam-se". No entanto, as afirmações de que Eduardo era uma ameaça ou de que fora vítima de uma conspiração política para destroná-lo permanecem no campo das especulações, e "persistem em grande parte porque, desde 1936, as considerações públicas contemporâneas perderam a maior parte de sua força e assim parecem, erradamente, insuficientes para apresentar uma explicação para a partida do rei".

## Nota
- Este artigo foi inicialmente traduzido, total ou parcialmente, do artigo da Wikipédia em inglês cujo título é «Edward VIII abdication crisis», especificamente desta versão.